# إقبال (اسم)
إِقْبَال هو اسم علم مؤنث من أصل عربي، ومعناه هو أخذ الشيء وملازمته.